# 孔教報
儒學雜誌，1930年代後期在臺灣發行。時值臺灣日治時期，為確保皇民化運動下不被禁刊，在創刊宗旨明載「涵養日本精神」。